# In Amenas

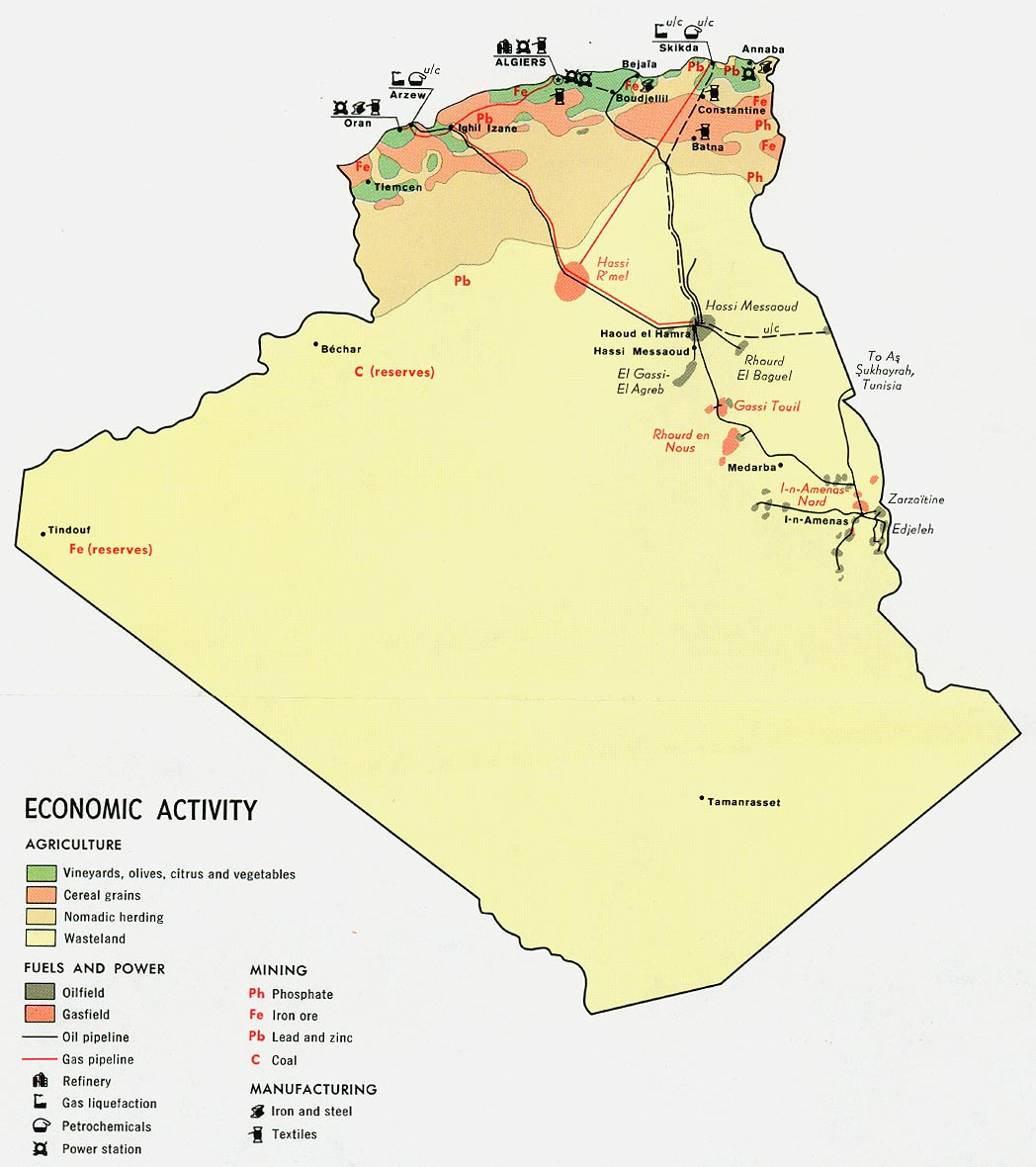
Locatie van het In Amenas-olie-en-gasveld

In Amenas is een stad in de woestijn in de provincie Illizi in het zuidoosten van Algerije, op ongeveer 35 km van de grens met Libië. Ze werd gebouwd nadat in de regio een uitgestrekt olie- en aardgasveld werd ontdekt in de jaren 1950. In Amenas is met pijpleidingen verbonden met Haoud El Hamra en Hassi Messaoud. Er is een plaatselijk vliegveld, luchthaven Zarzaïtine - In Amenas, 7 kilometer ten oosten van de stad, die zowel door militaire als civiele vliegtuigen wordt gebruikt.

## Gijzeling
Op 16 januari 2013 werd een aardgasproductieinstallatie op ongeveer 45 kilometer ten westen van In Amenas aangevallen door een dertigtal islamistische extremisten die de werknemers op de site gijzelden. Het Algerijnse leger omsingelde de site en bestormde ze op zaterdag 19 januari. De bezetting en de aanval kostte het leven aan 32 gijzelnemers en ten minste 48 gegijzelden.